# Halekunta, Koppal
Halekunta là một làng thuộc tehsil Koppal, huyện Koppal, bang Karnataka, Ấn Độ.